# Lanius collurio

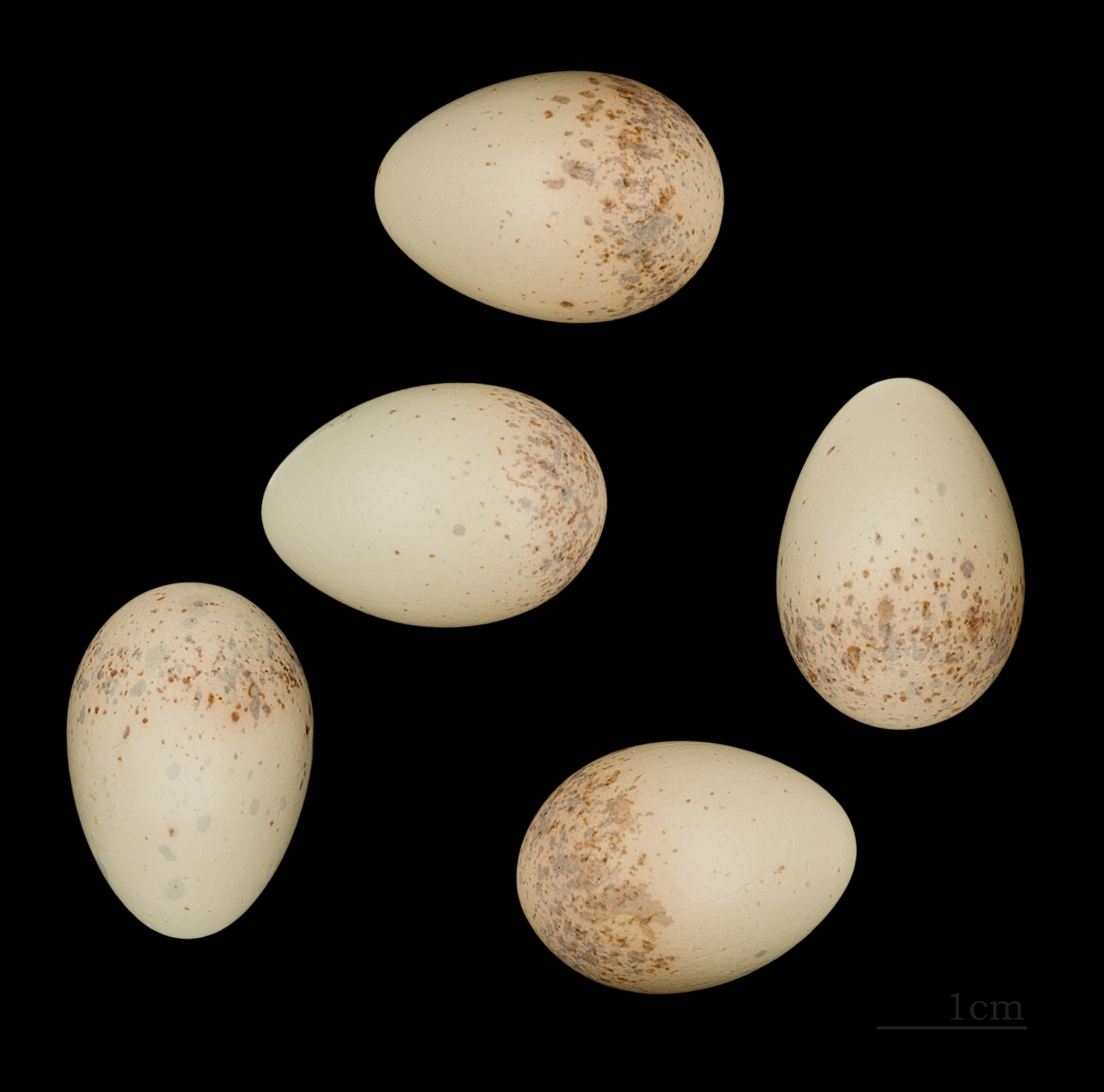
Lanius collurio

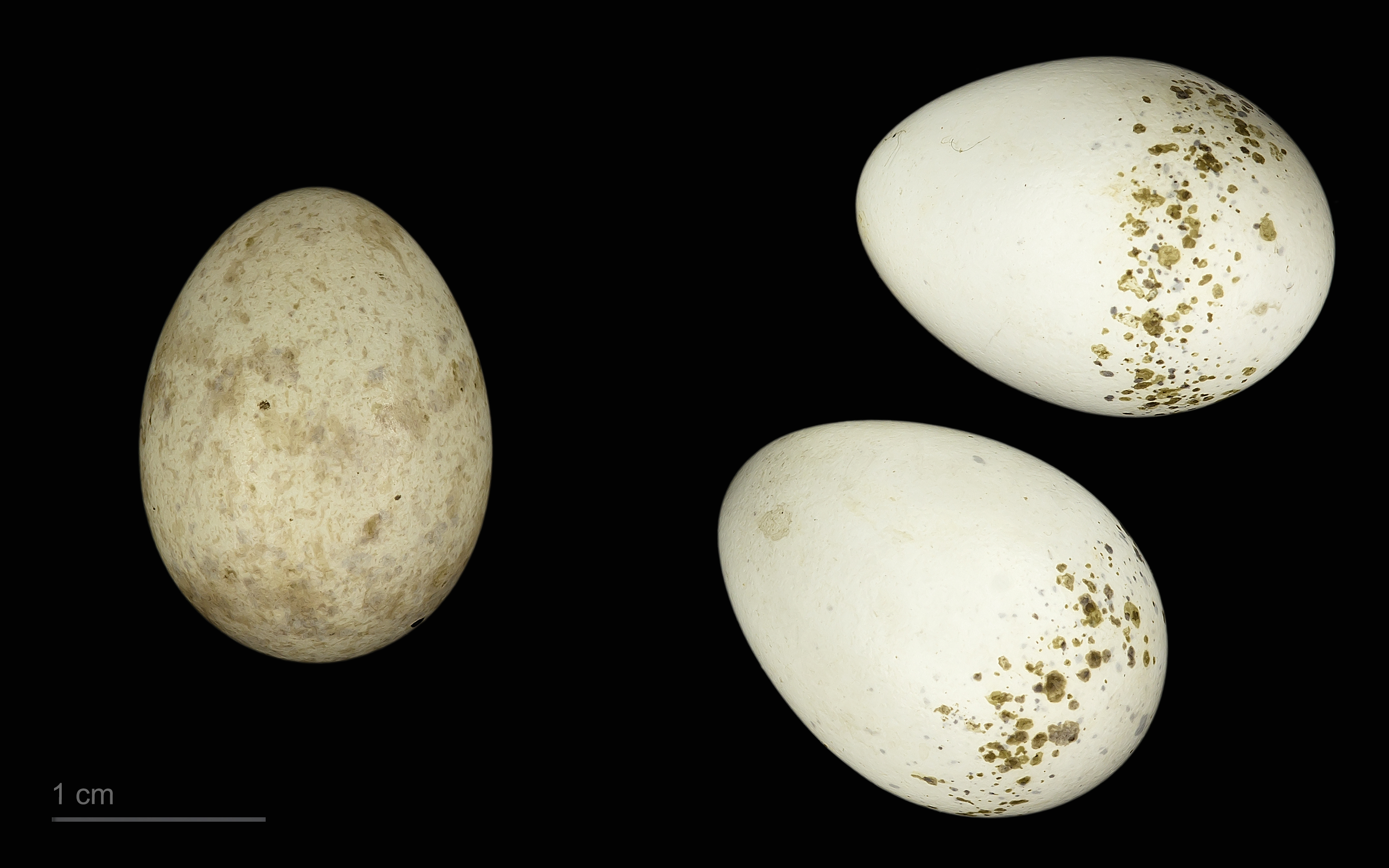
Cuculus canorus canorus en un nido de Lanius collurio - MHNT

El alcaudón dorsirrojo (Lanius collurio) es una especie de ave paseriforme de la familia Laniidae propia de Eurasia y África.
Este pájaro cría en la mayor parte de Europa y Asia occidental y pasa los inviernos en el África tropical. Su número está decreciendo y ahora está probablemente extinguido en Gran Bretaña, aunque es frecuente verlos durante la migración. Es una especie protegida en Gran Bretaña.
Mide 16-18 cm de longitud; come grandes insectos, pequeños pájaros, ratones de campos y lagartijas.
Como otros alcaudones caza desde lugares elevados, y empala los cadáveres sobre alambres o espinas para usarlos como despensa.
El color general de las partes superiores del macho es rojizo. Tiene la cabeza gris azulada y el típico antifaz negro de los alcaudones cruzando sus ojos. Las partes inferiores son de color rosado tenue, y la cola tiene un modelo blanco y negro similar al de las collalbas.
En la hembra y los juveniles tienen las partes superiores pardas y listadas. Las partes inferiores son anteadas y también listadas.